# Rinaldo Bianchetti
Rinaldo Bianchetti (Genova, 17 novembre 1882 – Ruta di Camogli, 21 novembre 1963) è stato uno scacchista e compositore di scacchi italiano, maestro ad honorem.

## Biografia
Di professione ingegnere industriale, cominciò  a frequentare da giovane il Circolo Scacchistico Genovese. Compose oltre un centinaio di studi, particolarmente di re e pedoni.
Nel 1925 pubblicò una monografia dal titolo Contributo alla Teoria dei finali di Soli pedoni, in cui sviluppa ulteriormente la teoria delle case reciproche, inizialmente introdotta da Edward Cecil Tattersall. Il libro di Bianchetti è stato oggetto di plagio, tradotto in francese col nome di Marcel Duchamp e Vitaly Halberstadt.
Amico dello studista francese Henri Rinck, è considerato uno degli analisti più profondi della prima metà del Novecento.
Fu redattore della sezione studi della rivista L'Italia Scacchistica dal 1923 al 1926 e poi dal 1946 al 1957.

## Uno studio di Rinaldo Bianchetti
|   | a                                                                                                   | b                                                                                                   | c                                                                                                   | d                                                                                                   | e                                                                                                   | f                                                                                                   | g                                                                                                   | h                                                                                                   |   |
| 8 | h8 re del nero · f6 torre del nero · c3 torre del bianco · a1 re del bianco · c1 alfiere del bianco | h8 re del nero · f6 torre del nero · c3 torre del bianco · a1 re del bianco · c1 alfiere del bianco | h8 re del nero · f6 torre del nero · c3 torre del bianco · a1 re del bianco · c1 alfiere del bianco | h8 re del nero · f6 torre del nero · c3 torre del bianco · a1 re del bianco · c1 alfiere del bianco | h8 re del nero · f6 torre del nero · c3 torre del bianco · a1 re del bianco · c1 alfiere del bianco | h8 re del nero · f6 torre del nero · c3 torre del bianco · a1 re del bianco · c1 alfiere del bianco | h8 re del nero · f6 torre del nero · c3 torre del bianco · a1 re del bianco · c1 alfiere del bianco | h8 re del nero · f6 torre del nero · c3 torre del bianco · a1 re del bianco · c1 alfiere del bianco | 8 |
| 7 | h8 re del nero · f6 torre del nero · c3 torre del bianco · a1 re del bianco · c1 alfiere del bianco | h8 re del nero · f6 torre del nero · c3 torre del bianco · a1 re del bianco · c1 alfiere del bianco | h8 re del nero · f6 torre del nero · c3 torre del bianco · a1 re del bianco · c1 alfiere del bianco | h8 re del nero · f6 torre del nero · c3 torre del bianco · a1 re del bianco · c1 alfiere del bianco | h8 re del nero · f6 torre del nero · c3 torre del bianco · a1 re del bianco · c1 alfiere del bianco | h8 re del nero · f6 torre del nero · c3 torre del bianco · a1 re del bianco · c1 alfiere del bianco | h8 re del nero · f6 torre del nero · c3 torre del bianco · a1 re del bianco · c1 alfiere del bianco | h8 re del nero · f6 torre del nero · c3 torre del bianco · a1 re del bianco · c1 alfiere del bianco | 7 |
| 6 | h8 re del nero · f6 torre del nero · c3 torre del bianco · a1 re del bianco · c1 alfiere del bianco | h8 re del nero · f6 torre del nero · c3 torre del bianco · a1 re del bianco · c1 alfiere del bianco | h8 re del nero · f6 torre del nero · c3 torre del bianco · a1 re del bianco · c1 alfiere del bianco | h8 re del nero · f6 torre del nero · c3 torre del bianco · a1 re del bianco · c1 alfiere del bianco | h8 re del nero · f6 torre del nero · c3 torre del bianco · a1 re del bianco · c1 alfiere del bianco | h8 re del nero · f6 torre del nero · c3 torre del bianco · a1 re del bianco · c1 alfiere del bianco | h8 re del nero · f6 torre del nero · c3 torre del bianco · a1 re del bianco · c1 alfiere del bianco | h8 re del nero · f6 torre del nero · c3 torre del bianco · a1 re del bianco · c1 alfiere del bianco | 6 |
| 5 | h8 re del nero · f6 torre del nero · c3 torre del bianco · a1 re del bianco · c1 alfiere del bianco | h8 re del nero · f6 torre del nero · c3 torre del bianco · a1 re del bianco · c1 alfiere del bianco | h8 re del nero · f6 torre del nero · c3 torre del bianco · a1 re del bianco · c1 alfiere del bianco | h8 re del nero · f6 torre del nero · c3 torre del bianco · a1 re del bianco · c1 alfiere del bianco | h8 re del nero · f6 torre del nero · c3 torre del bianco · a1 re del bianco · c1 alfiere del bianco | h8 re del nero · f6 torre del nero · c3 torre del bianco · a1 re del bianco · c1 alfiere del bianco | h8 re del nero · f6 torre del nero · c3 torre del bianco · a1 re del bianco · c1 alfiere del bianco | h8 re del nero · f6 torre del nero · c3 torre del bianco · a1 re del bianco · c1 alfiere del bianco | 5 |
| 4 | h8 re del nero · f6 torre del nero · c3 torre del bianco · a1 re del bianco · c1 alfiere del bianco | h8 re del nero · f6 torre del nero · c3 torre del bianco · a1 re del bianco · c1 alfiere del bianco | h8 re del nero · f6 torre del nero · c3 torre del bianco · a1 re del bianco · c1 alfiere del bianco | h8 re del nero · f6 torre del nero · c3 torre del bianco · a1 re del bianco · c1 alfiere del bianco | h8 re del nero · f6 torre del nero · c3 torre del bianco · a1 re del bianco · c1 alfiere del bianco | h8 re del nero · f6 torre del nero · c3 torre del bianco · a1 re del bianco · c1 alfiere del bianco | h8 re del nero · f6 torre del nero · c3 torre del bianco · a1 re del bianco · c1 alfiere del bianco | h8 re del nero · f6 torre del nero · c3 torre del bianco · a1 re del bianco · c1 alfiere del bianco | 4 |
| 3 | h8 re del nero · f6 torre del nero · c3 torre del bianco · a1 re del bianco · c1 alfiere del bianco | h8 re del nero · f6 torre del nero · c3 torre del bianco · a1 re del bianco · c1 alfiere del bianco | h8 re del nero · f6 torre del nero · c3 torre del bianco · a1 re del bianco · c1 alfiere del bianco | h8 re del nero · f6 torre del nero · c3 torre del bianco · a1 re del bianco · c1 alfiere del bianco | h8 re del nero · f6 torre del nero · c3 torre del bianco · a1 re del bianco · c1 alfiere del bianco | h8 re del nero · f6 torre del nero · c3 torre del bianco · a1 re del bianco · c1 alfiere del bianco | h8 re del nero · f6 torre del nero · c3 torre del bianco · a1 re del bianco · c1 alfiere del bianco | h8 re del nero · f6 torre del nero · c3 torre del bianco · a1 re del bianco · c1 alfiere del bianco | 3 |
| 2 | h8 re del nero · f6 torre del nero · c3 torre del bianco · a1 re del bianco · c1 alfiere del bianco | h8 re del nero · f6 torre del nero · c3 torre del bianco · a1 re del bianco · c1 alfiere del bianco | h8 re del nero · f6 torre del nero · c3 torre del bianco · a1 re del bianco · c1 alfiere del bianco | h8 re del nero · f6 torre del nero · c3 torre del bianco · a1 re del bianco · c1 alfiere del bianco | h8 re del nero · f6 torre del nero · c3 torre del bianco · a1 re del bianco · c1 alfiere del bianco | h8 re del nero · f6 torre del nero · c3 torre del bianco · a1 re del bianco · c1 alfiere del bianco | h8 re del nero · f6 torre del nero · c3 torre del bianco · a1 re del bianco · c1 alfiere del bianco | h8 re del nero · f6 torre del nero · c3 torre del bianco · a1 re del bianco · c1 alfiere del bianco | 2 |
| 1 | h8 re del nero · f6 torre del nero · c3 torre del bianco · a1 re del bianco · c1 alfiere del bianco | h8 re del nero · f6 torre del nero · c3 torre del bianco · a1 re del bianco · c1 alfiere del bianco | h8 re del nero · f6 torre del nero · c3 torre del bianco · a1 re del bianco · c1 alfiere del bianco | h8 re del nero · f6 torre del nero · c3 torre del bianco · a1 re del bianco · c1 alfiere del bianco | h8 re del nero · f6 torre del nero · c3 torre del bianco · a1 re del bianco · c1 alfiere del bianco | h8 re del nero · f6 torre del nero · c3 torre del bianco · a1 re del bianco · c1 alfiere del bianco | h8 re del nero · f6 torre del nero · c3 torre del bianco · a1 re del bianco · c1 alfiere del bianco | h8 re del nero · f6 torre del nero · c3 torre del bianco · a1 re del bianco · c1 alfiere del bianco | 1 |
|   | a                                                                                                   | b                                                                                                   | c                                                                                                   | d                                                                                                   | e                                                                                                   | f                                                                                                   | g                                                                                                   | h                                                                                                   |   |

Questo studio si risolve con manovre ad eco perfettamente simmetriche.
Dopo 1. Ab2! il nero non può rispondere 1. ...Tf7 né 1. ...Tg6 per il seguito 2. Th3+ o Tc8+ con matto alla successiva. Per tentare di salvare la torre deve muovere 1. ...Tf8 o simmetricamente 1. ...Th6. Ma il bianco riesce anche in questo caso a guadagnare la torre: 2. Tc7+ Rg8 3. Tg7+ Rh8 4. Ra2! (se 1. ...Th6 2. Tg3+, 3. Tg7+, 4. Rb1!). Alla quarta mossa i movimenti del re non possono essere invertiti. Infatti, nella prima continuazione, se 4. Rb1? Tf1+ 5. re muove, T+ con perpetuo oppure stallo.
Si ha una continuazione analoga nella variante con 1. ...Th6.